# محمدحسن دلخوش فومنی
محمدحسن دلخوش فومنی متولد ۱۳۱۶ فومن - وفات ۱۳۷۱ تهران سیاست‌مدار ایرانی بود ، که در دوره بیست و چهارم مجلس شورای ملی به عنوان نماینده فومن از استان گیلان در مجلس شورای ملی حضور داشت. وی پیش از سال ۱۳۵۴ خبرنگار و معلم بود.در سال ۱۳۵۷ با انقلاب اسلامی از نمایندگی برکنار شد و به زندان افتاد و تمام حقوق وی ضبط گردید، تنها جرم او نمایندگی مردم و خدمت به مردم بود! 